# Tomaj Dénes (nádor)
Tomaj Dénes nádor (? – Muhi, 1241. április 11.): a besenyő Tomaj nemzetségből származó 13. századi magyar nagyúr. 
Apja is Dénes volt, a forrásokban gyakran Tomaj nemzetségbeli I. Dénes.
Kezdetben II. András magyar király híve, 1222–24-ben főlovászmester, 1224-től 1230-ig tárnokmester, 1228–30-ban szolnoki ispán, 1230-ban Béla ifjabb királyhoz csatlakozott, és az ő szolgálatában volt erdélyi vajda 1233–35 között. Amikor Béla megbuktatta apja híveit, ő lett a nádor 1235-ben. 1241-ben a tatár betöréskor kisebb sereggel a gyepűk védelmére ment, ott március 12-én csatát vesztett. Sebesülten, egyedül vitte meg a hírt Pestre a királynak. Újra beállt a seregbe, és a muhi csatában elesett. Kortársai „nagyorrú”-nak nevezték. Szolgálataiért nagy erdélyi és Nógrád vármegyei birtokokat kapott, s így a Losonci család, illetve a losonci Bánffy család őse lett. 